# Lee Young-sang
Lee Young-sang ((이영상?); 24 febbraio 1967) è un ex calciatore sudcoreano, di ruolo centrocampista.